# جيم فيتزجيرالد (سائق سباق)
جيم فيتزجيرالد (بالإنجليزية: Jim Fitzgerald) هو سائق سباق أمريكي، ولد في 1 ديسمبر 1921 في بيتسبرغ في الولايات المتحدة، وتوفي في 8 نوفمبر 1987 في سانت بيترسبرغ في الولايات المتحدة.

## وصلات خارجية
- جيم فيتزجيرالد على موقع Racing-Reference.info (الإنجليزية)